# Macrostemum zebratum
Macrostemum zebratum là một loài Trichoptera trong họ Hydropsychidae. Chúng phân bố ở miền Tân bắc.